# Reinildo Mandava
Reinildo Isnard Mandava (* 21. Januar 1994 in Beira) ist ein mosambikanischer Fußballspieler, der beim AFC Sunderland unter Vertrag steht.

## Karriere

### Verein
Mandavas Karriere begann zunächst in der höchsten Liga seines Heimatlandes Mosambik. 2016 wechselte er auf den europäischen Kontinent zur zweiten Mannschaft Benfica Lissabons. In den Jahren 2017 und 2018 erfolgten Leihen zu AD Fafe und SC Covilhã. Im Juli 2018 wechselte Mandava in die erste portugiesische Liga zu Belenenses SAD. Dort debütierte er am 11. August 2018 gegen CD Tondela. 2019 wechselte Mandava für drei Millionen Euro in die französische Ligue 1 zum OSC Lille. Von 2022 bis 2025 spielte er für Atlético Madrid. Zur Saison 2025/26 unterzeichnete Mandava einen Zweijahresvertrag beim AFC Sunderland.

### Nationalmannschaft
Mandava spielt in der Mosambikanischen Fußballnationalmannschaft. Sein Debüt gab er am 23. Mai 2014 gegen die marokkanische Fußballnationalmannschaft.

## Erfolge
- Französischer Meister: 2021